# Kamienica Emila Werckmeistra w Bydgoszczy
Kamienica Emila Werkmeistra w Bydgoszczy – zabytkowa kamienica w Bydgoszczy.

## Położenie
Budynek stoi w południowej pierzei ul. Jagiellońskiej na rogu ul. Pocztowej, w pobliżu skrzyżowania z ul. Gdańską. Kamienica posiada elewacje od ul. Jagiellońskiej (bogato zdobioną) i ul. Pocztowej (skromniejszą).

## Historia
Kamienica powstała w latach 1910–1912 na miejscu zburzonych spichlerzy, w których w 1907r. mieściła się winiarnia "Werckmeister". Zaprojektował ją dla bydgoskiego kupca Emila Werkmeistra architekt Heinrich Seeling z Berlina.
W 1920 roku budynek został zakupiony przez Komunalną Kasę Oszczędności miasta Bydgoszczy. Wykonano wtedy wewnętrzne prace modernizacyjne. W 1938 roku budynek rozbudowano poprzez nadbudowanie skrzydła i oficyn według projektu Jana Kossowskiego, tworząc jednolity, zamknięty kompleks bankowy. Obecnie na parterze budynku mieści się siedziba Banku Gdańskiego (Millennium), zaś kamienica stanowi własność prywatną.

## Architektura
Kamienica posiada formę eklektyczna, z elementami neomanierystycznymi i neobarokowymi.
Posiada mieszkalną mansardę i poddasze. W narożu znajduje się dwukondygnacyjny wykusz, nakryty hełmem cebulastym z iglicą. Elewacje są zdobione bogatym detalem architektonicznym: fryzami międzykondygnacyjnymi, blendami i gzymsami. Wykusz zdobiony jest płycinami z graficznym motywem solarnym, często stosowanym przez Heinricha Seelinga w innych jego projektach. Motyw ten został wykorzystany również w innych częściach elewacji (w szczycie, fryzie podokapowym).

## Galeria

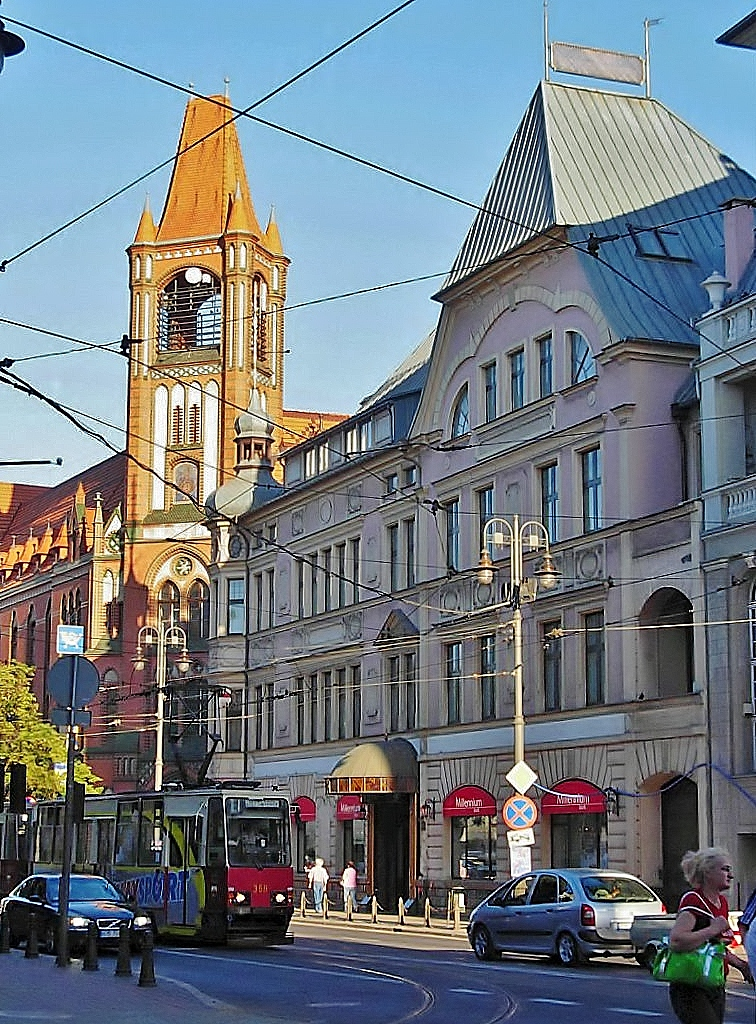
Widok od ul. Jagiellońskiej
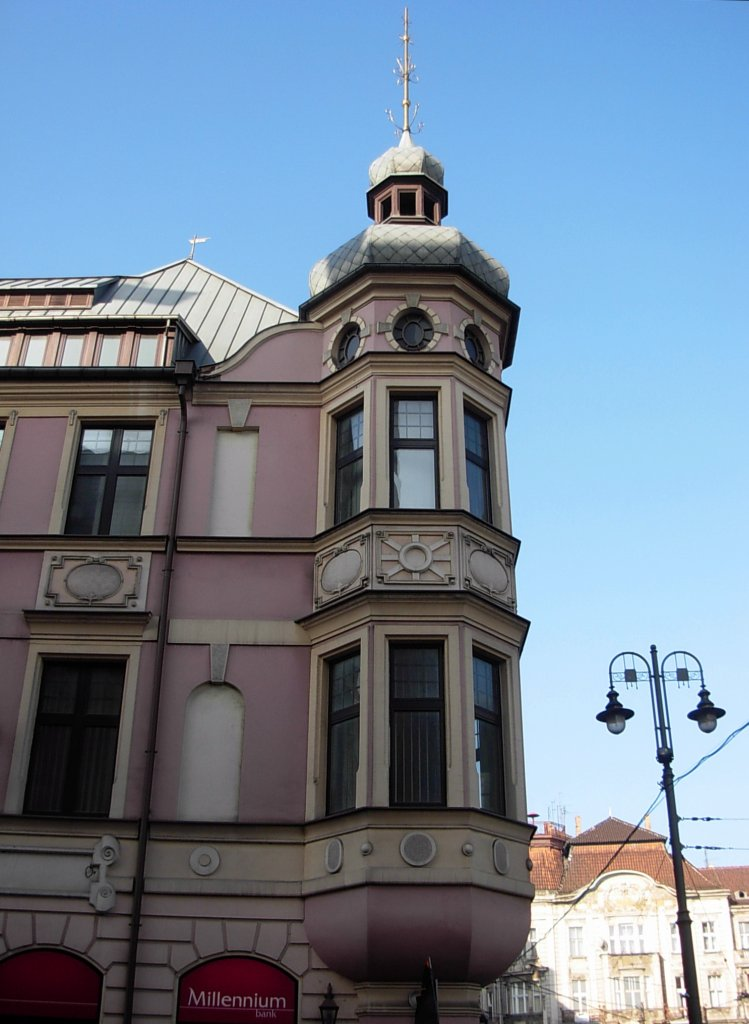
Wykusz z płycinami z motywem solarnym
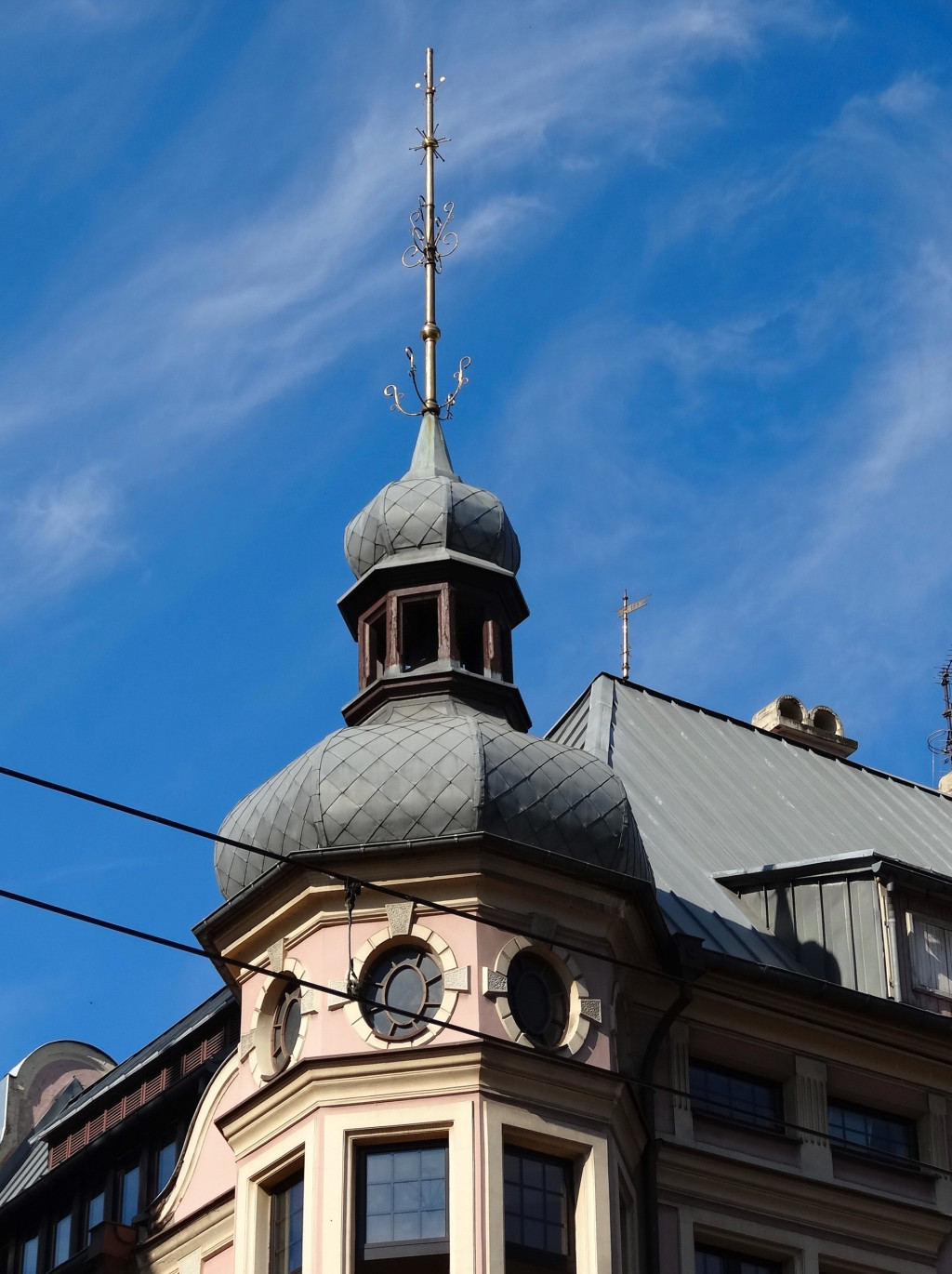
Kopuła
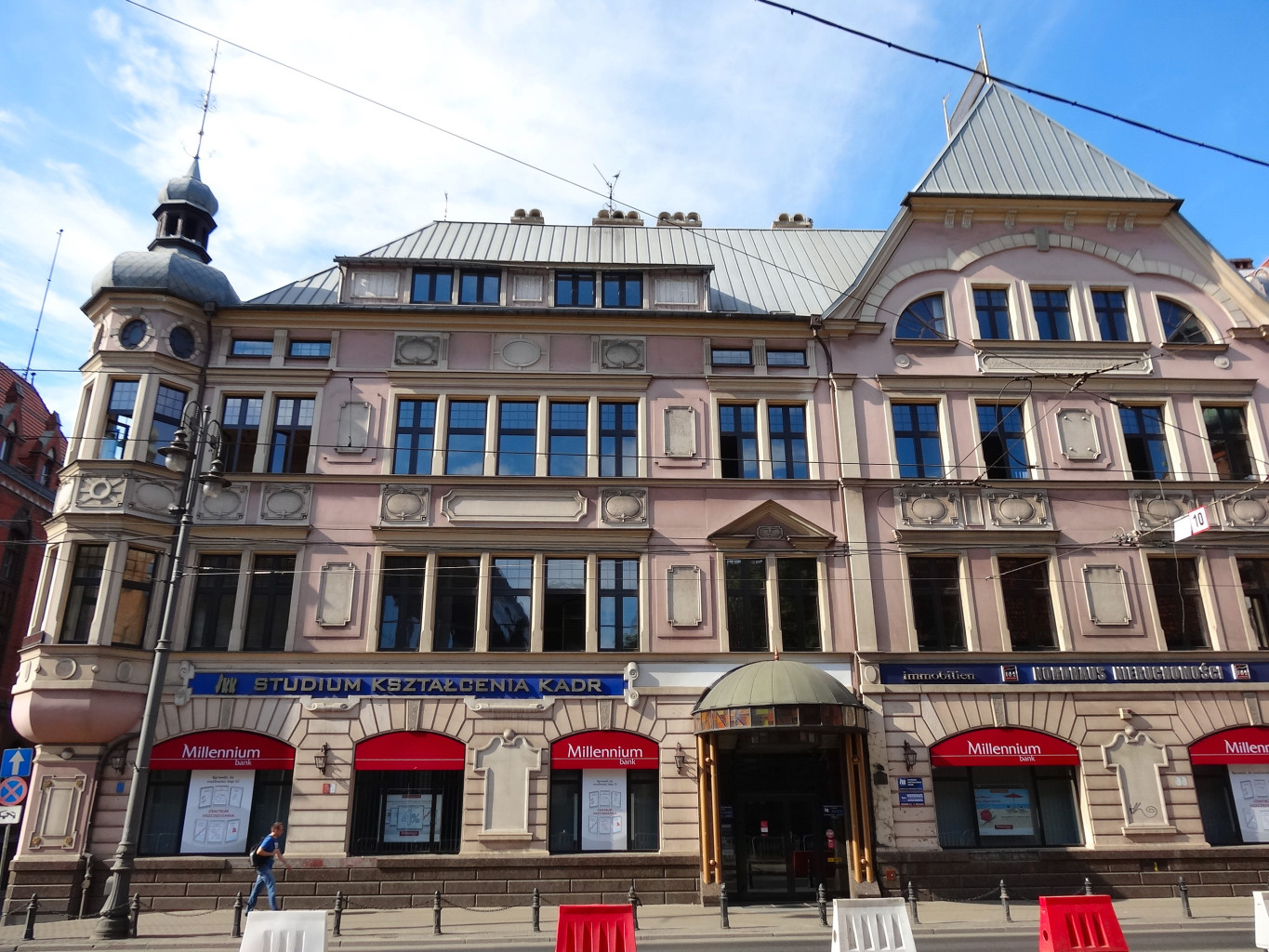
Fasada północna
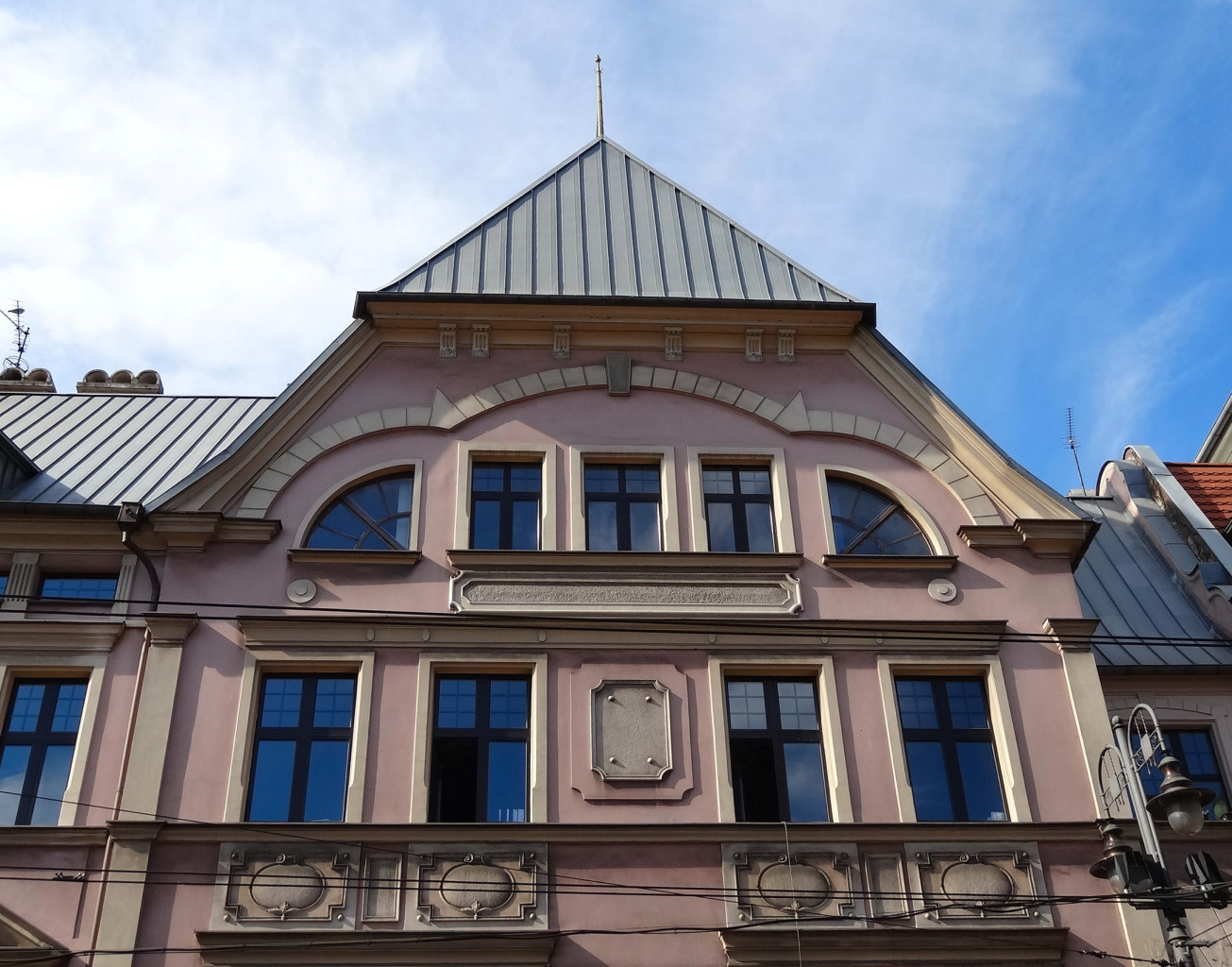
Ryzalit